# Tim Vollmer
Tim Vollmer (eigentlich Timothy William Vollmer; * 13. September 1946 in Portland, Oregon) ist ein ehemaliger US-amerikanischer Diskuswerfer.
Bei den Pacific Conference Games 1969 und bei den Panamerikanischen Spielen 1971 in Cali gewann er jeweils Silber.
1972 wurde er bei den Olympischen Spielen in München Achter.
1971 wurde er US-Meister. Seine persönliche Bestleistung von 67,38 m stellte er am 16. Mai 1971 in Lancaster auf.